# Tonje Sagstuen
Tonje Sagstuen   (Lørenskog, 17 de novembre de 1971), també coneguda pel nom de casada Tonje Andersen, és una exjugadora d'handbol noruega que va competir durant les dècades de 1980 i 1990. Un cop retirada ha passat a exercir de periodista.
El 1992 va prendre part en els Jocs Olímpics de Barcelona, on guanyà la medalla de plata en la competició d'handbol. En el seu palmarès també destaca una medalla de bronze al campionat del món d'handbol de 1993, una de plata al de 1997 i una medalla de bronze al Campionat d'Europa d'handbol de 1994. Entre 1989 i 1997 jugà un total de 217 partits i marcà 593 gols amb la selecció nacional.